# Джоакіно Альбертіні
Джоакіно Альберті́ні (італ. Gioacchino Albertini; 30 листопада 1748, Пезаро — 27 березня 1812, Варшава) — італійський композитор і диригент.

## Біографія
Народився 30 листопада 1748 року у місті Пезаро (тепер Італія). У 1781—1784 роках був першим директором капели Радзивілів у Несвіжі та Варшаві, в 1784 році диригував оперетою «Агатка» Яна Голанда.
На початку XIX століття очолював оркестр і хор Олексія Будлянського в селі Срібному. У 1804 році повернувся до Варшави, де і помер 27 березня 1812 року.

## Творчість
Автор опер «Дон Жуан» (1783), «Вергілія», «Капельмейстер польський» (1808), кантат, симфоній.